# 甘氨酸盐酸盐
甘氨酸盐酸盐是一种化合物，化学式为C2H6ClNO2。它可由甘氨酸和盐酸反应得到。它和甲醇或乙醇在氯化亚砜的存在下反应，可以得到甘氨酸甲酯盐酸盐或甘氨酸乙酯盐酸盐。它在乙酸中的热饱和溶液和甘氨酸降温结晶，可以得到双甘氨酸单盐酸盐（C4H11ClN2O4，CAS 7490-95-1）。